# Johann Caspar Herterich
Johann Caspar Herterich (ur. 3 kwietnia 1843 w Ansbach, zm. 26 października 1905 w Monachium) – niemiecki malarz, przedstawiciel malarstwa historycznego i rodzajowego, wpływowy wykładowca w monachijskiej Akademii Sztuk Pięknych.

## Życiorys
Był synem rzeźbiarza i konserwatora Franza Hertericha (1798–1876) i starszym bratem malarza Ludwiga von Hertericha. Po przeprowadzce do Monachium został od 24 października 1859 studentem Akademii Sztuk Pięknych w Monachium, uczniem Philippa Foltza i Carla Theodora von Piloty´ego. Od 1882 roku był nauczycielem pomocniczym, a od 1884 następcą Gyuli Benczúra – profesora Akademii monachijskiej w klasie studium z natury (Naturklasse).
Do jego uczniów należeli między innymi Benno Elkan, Iosif Iser, Bruno Paul Hetze, Alexander Eckener, Max Slevogt, Roman Kramsztyk, Theodor Doebner, August Wilde, Max Hein-Neufeldt i Leonid Ossipowitsch Pasternak.
Okazjonalnie prace tego artysty pojawiają się na aukcjach dzieł sztuki.